# بغدادی (ازورگتی)
بغدادی (گرجی: ბაღდადი) یک روستا در شهرداری ازورگتی ناحیه گوریا در غرب گرجستان است.